# 伝家の宝刀
『伝家の宝刀』（でんかのほうとう）は、嘉門タツオ（旧名・嘉門達夫）の11枚目のオリジナル・アルバム。
1996年1月1日にビクターエンタテインメントから発売された。

## 概要
前作『娯楽の殿堂』から丁度1年振りの新作。2曲のシングルを収録。

## 収録曲
1. 二十歳
作詞：嘉門達夫 & 参勤交代
2. ほっといてくれよ 2
作詞：嘉門達夫 & 大名行列、作曲：嘉門達夫、編曲：工藤隆
3. 怒りのグルーヴ 〜童謡篇〜
作詞：嘉門達夫・熊田啓之、作曲：嘉門達夫、編曲：嘉門達夫 & 大名行列
4. ショートソング 〜Part 1
床屋さん〜レストラン〜喫茶店〜食堂〜座薬〜雪の朝
作詞：嘉門達夫・荷塚虎太郎・尾鷲のCR-X & 参勤交代、作曲：嘉門達夫
5. もうええやろキミ!
作詞：嘉門達夫 & 大名行列、作曲：嘉門達夫・工藤隆、編曲：工藤隆
6. 男として
作詞：熊田啓之、作曲：嘉門達夫
7. ショートソング 〜Part 2
優柔不断〜ラーメン屋1-3〜オマーンみなとの謎
作詞：嘉門達夫・荷塚虎太郎 & 参勤交代、作曲：嘉門達夫
8. 三段跳び
作詞:嘉門達夫 & 大名行列
9. しょうもないことを言うヤツ
作詞：杉本つよし、作曲：嘉門達夫、編曲：工藤隆
10. 「パ、パ、パ、パ」 〜オペラ「魔笛」より
作詞：Emanuel Schikaneder　訳詞：伊藤武雄　作曲：W.A.Mozart　編曲：山路敦斗詩、脚色：嘉門達夫
11. ショートソング 〜Part 3
お経〜新妻〜目玉焼〜板前〜道案内〜母と子の会話1-3
作詞：嘉門達夫・荷塚虎太郎・熊田啓之・高野孝敏・村上たかお & 参勤交代、作曲：嘉門達夫
12. 笑顔を見せて
作詞：嘉門達夫、作曲：新田一郎、編曲：工藤隆
13. ショートソング 〜Part 4
銀行強盗〜異臭〜取り調べ〜コロッケ〜性的言語過剰反応症候群〜歌舞伎
作詞：嘉門達夫・荷塚虎太郎・熊田啓之 & 参勤交代
14. ハンバーガーショップ 〜Album Version〜
作詞：嘉門達夫・杉本つよし、作曲：嘉門達夫、編曲：工藤隆
15. 妄想
作詞・作曲・編曲：嘉門達夫
16. ショートソング 〜Part 5
略語〜あかんがな1-6〜栄養ドリンク
作詞：荷塚虎太郎・熊田啓之、作曲：嘉門達夫
17. ハードボイルド劇場
作詞：嘉門達夫
18. 愛だと思ってた
作詞：嘉門達夫、作曲：嘉門達夫・風呂哲、編曲：工藤隆
19. かもかもかものすけ
作詞・作曲：嘉門達夫、編曲：工藤隆
  - テレビ東京系「ハローキティとバッドばつ丸」エンディングテーマ

## 演奏
- 嘉門達夫
  - Vocal
  - Chorus (#2.3.5.19)
  - Guitar (#3.4.6.7.11.15.16)
  - Percussion (#11)
- 角田順：Guitar (#2.5)
- 惠美直也：Bass (#2.5.12.19)
- 沓野行秀：Percussion (#2.5)
- 工藤隆
  - Keyboards & Programming (#2.5.9.12.18.19)
  - Synthesizer (#14)
  - Chorus (#2.5.19)
- 清水伸吾：Bass (#3)
- 山際築：Keyboards (#3)
- 中村雅都：Violin (#3)
- 風呂哲：Chorus (#3)
- 田村充義、菊池毅：Chorus (#3.19)
- 堤秀樹：Synthesizer (#5.6.10.17)
- 新田一郎
  - Opening & Sound Effect Arrange (#10)
  - Chorus, Chorus Arrangement (#12)
  - Special Voice (#15)
- 鈴木直樹：Programming (#10)
- 山路敦斗詩：Keyboards (#10)
- 川口祐紀乃：Guest Vocal (#10)
- 梶原順：Guitar (#12.18)
- 包国充：Sax (#12)
- Jackie, Suzyi Kim：Chorus (#12)
- 長谷部徹：Drums (#14)
- 松原秀樹：Guitar (#14 )
- 谷康一：Bass (#14)
- 神林早人：Keyboards (#14)
- 伊集加代子、尾形直子、TOKIYO MIXED CHORUS：Chorus (#14)
- 渡辺直樹：Bass (#18)
- 宮城純子：Piano (#18)
- 加藤薫：Guitar (#19)